# Tira-Inseln
Die Tira-Inseln (schwedisch Tira öar) sind 16 größere und einige kleine Inseln, die sich im Bolmensee befinden, der im westlichen Småland liegt. Gemeinsam bedecken die Inseln etwa eine Fläche von 34 Hektar und erheben sich bis zu 13 Meter hoch aus dem Wasser des Sees. Die schwedische Inselgruppe wurde 1932 erstmals kartiert.

## Beschreibung

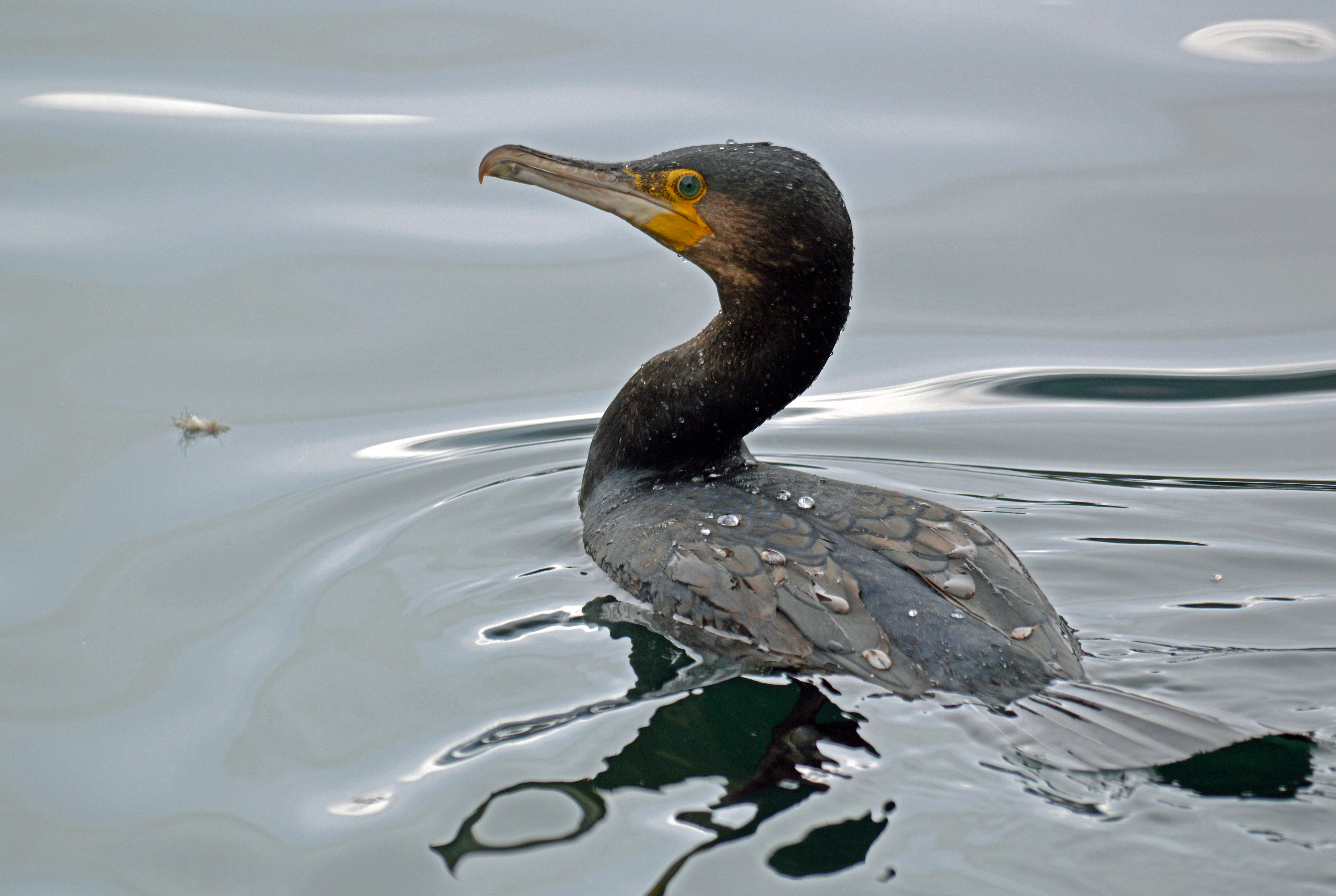
Phalacrocorax carbo sinensis

Die Inseln bestehen überwiegend aus Geröll, Kies und Sand, den die Gletscher der Eiszeit in Form eines 80 km langen Wall, abgelagert haben, in dessen Mitte sich die Inseln befinden. Heute bilden die teilweise stark und mit alten Bäumen (insbesondere Kierfern und Fichten) bewaldeten Inseln und das umgebende Wasser ein 733 Hektar großes Naturschutzgebiet. Wegen des Vorkommens der Kormoran-Unterart Phalacrocorax carbo sinensis wird die Inselgruppe seit 1996 als Natura-2000-Gebiet klassifiziert. Flora und Fauna sind im Schutzgebiet vor menschlichen Eingriffe, wie dem Entfernen von Totholz, geschützt.

## Vertretene Tierarten (Auswahl)
Auf der größten Insel, Storö, trifft man auch die für Schweden typischen Waldbewohner wie den Elch, Hasen und Rehe an. Zu den Pflanzen, die hier besonders gut gedeihen, zählt das Netzblatt (Goodyera), aus der Familie der Orchideen.

### Vogelarten

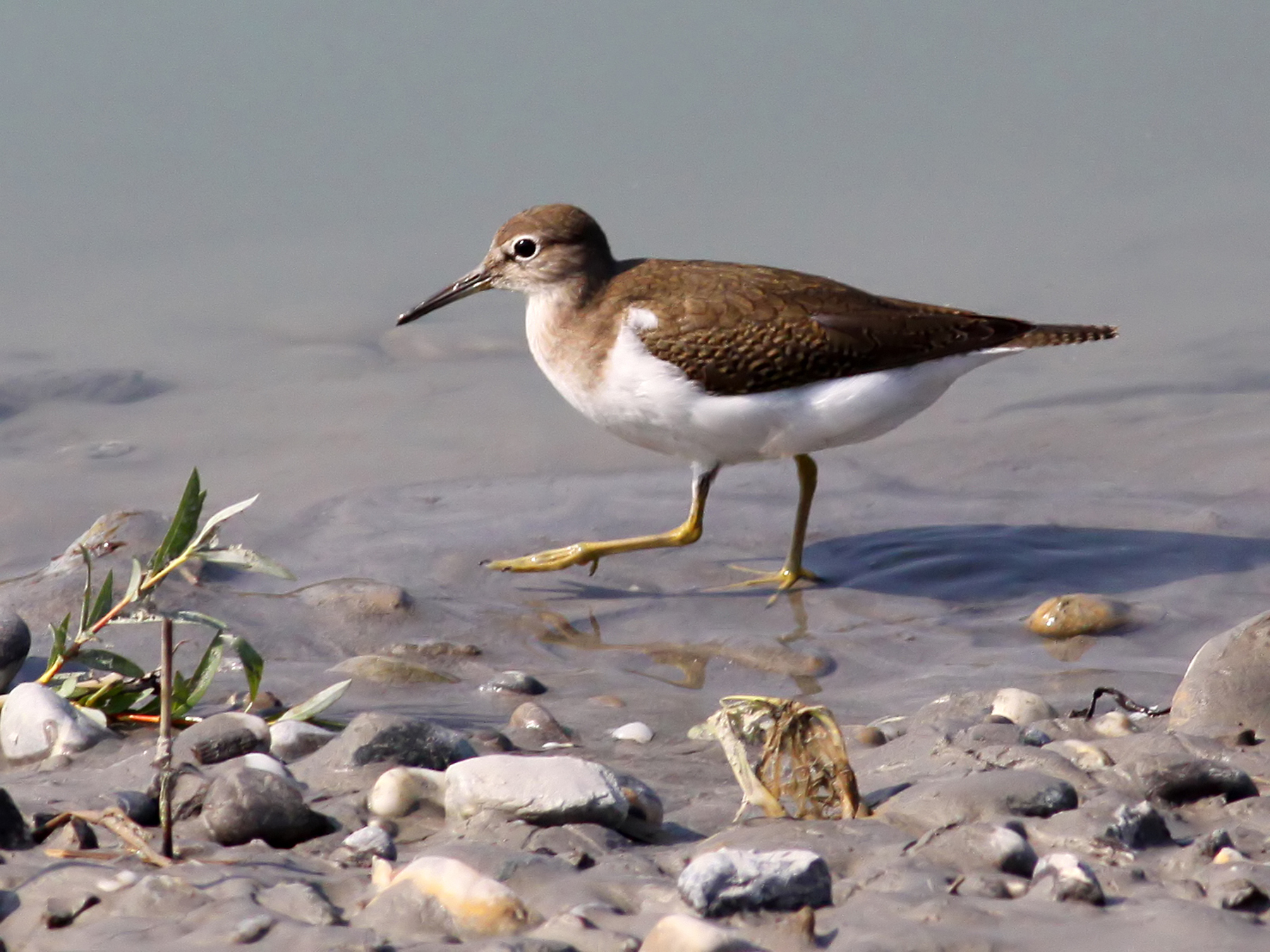
Auch der kleine Flussuferläufer ist auf den Tira-Inseln zu Hause.

Die Tira-Inseln sind insbesondere für ihre vielfältige Vogelwelt bekannt. Unter anderem leben hier folgende Arten sowie eine Vielzahl unterschiedlicher Spechte.
- Fischadler
- Flussuferläufer
- Gänsesäger
- Graureiher
- Haselhuhn
- Schellente
- Habicht
- Wespenbussard

### Fischarten im Bolmen

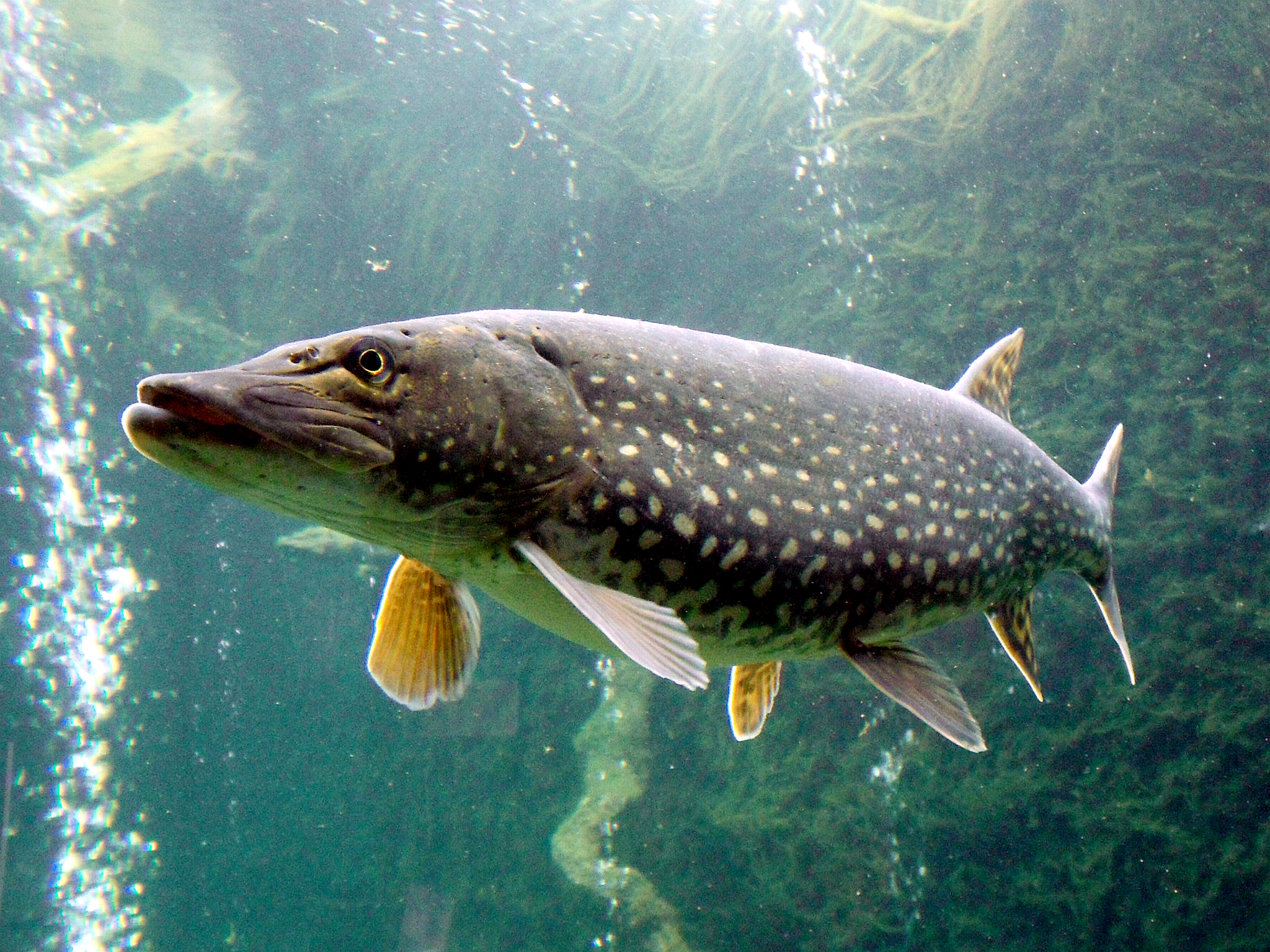
Auch der Hecht ist rund um die Tira-Inseln heimisch

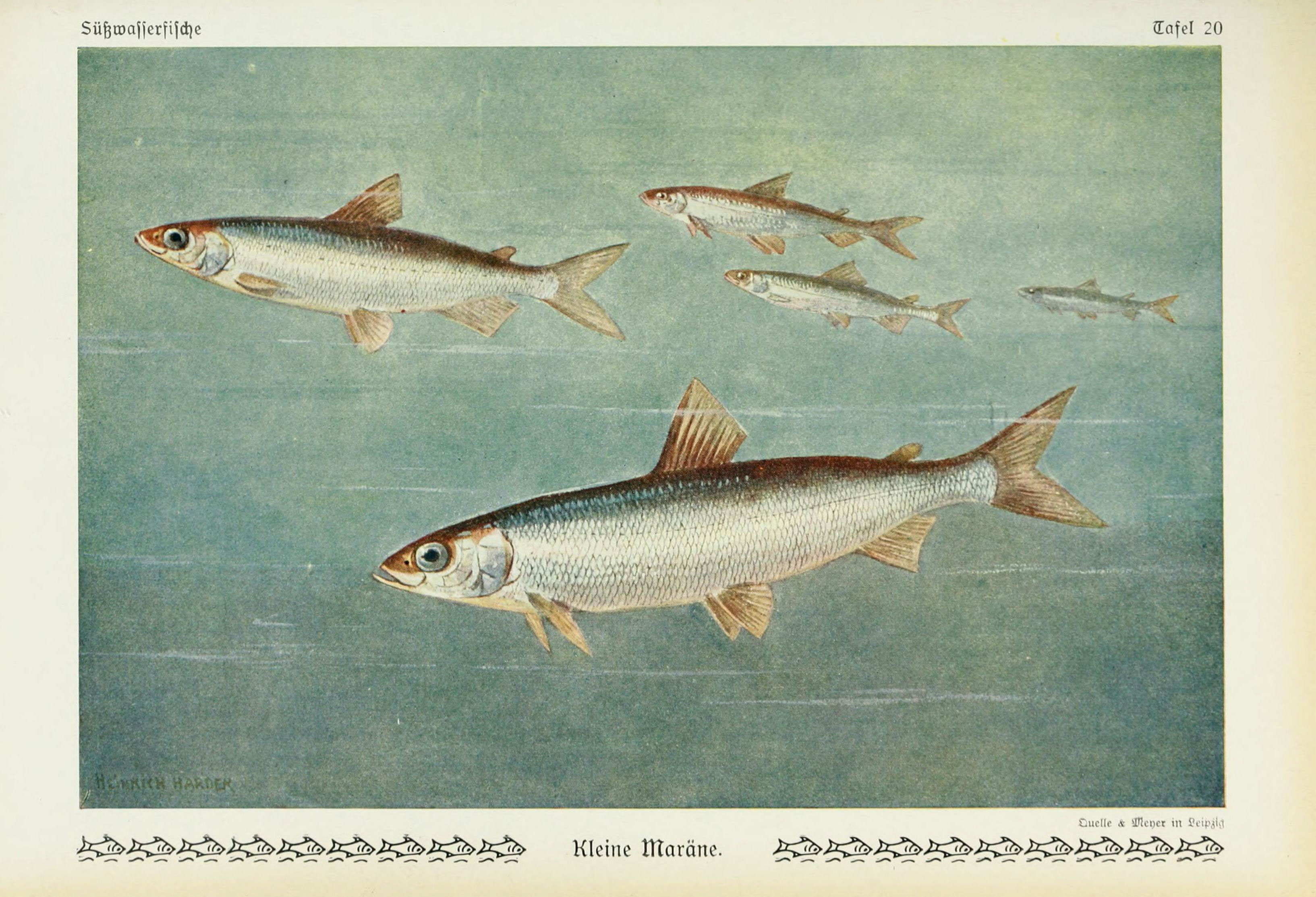
Zu den mittlerweile seltnen Fischarten, die hier noch anzutreffen sind zählt auch die Kleine Maräne

Die Vogelvielfalt wäre ohne den Fischreichtum, des Bolmen nicht möglich. Viele der dort lebenden Fischarten sind auch für Angler interessant:
- Brachse
- Flussbarsch
- Forelle
- Güster
- Hecht
- Kaulbarsch
- Kleine Maräne
- Lavaret
- Quappe
- Rotauge
- Schleie
- Sibirische Groppe
- Ukelei
- Zander